# Truck Art Project
Truck Art Project es un proyecto de arte sobre ruedas presentado en ARCO en 2016.
El resultado es un total de 26 camiones customizados por artistas principalmente de arte contemporáneo y urbano.

## Historia
Truck Art Project nace de la mano de Jaime Colsa, promotor y mecenas; Fer Francés, comisario de arte contemporáneo; y Óscar Sanz, comisario de arte urbano.

## Artistas
- Javier Arce
- Suso33
- Okuda San Miguel
- Abraham Lacalle
- Marina Vargas
- Javier Calleja
- Daniel Muñoz
- Sen2 Figueroa
- Rosh333
- Nano4814
- Spok
- Andi Rivas[3]
- Santiago Ydáñez
- Gorka Mohamed & Matías Sánchez
- Felipe Pantone
- Sixe Paredes
- Carlos Aires
- Celia Macías
- Aryz
- Ana Barriga
- Remed
- Sergio Mora
- Nuria Mora[4]
- Cristina Lama[5]
- Abdul Vas